# فيليكس أوقستي كليمنت
فيليكس أوقستي كليمنت (بالفرنسية: Félix-Auguste Clément)‏ هو رسام فرنسي، ولد في 20 مايو 1826 في Donzère ‏ في فرنسا، وتوفي في 2 فبراير 1888 في الجزائر في الجزائر.

## معرض صور

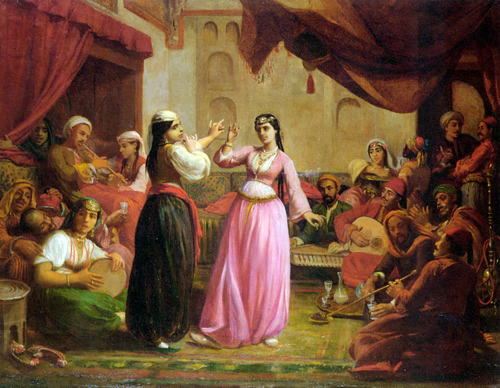
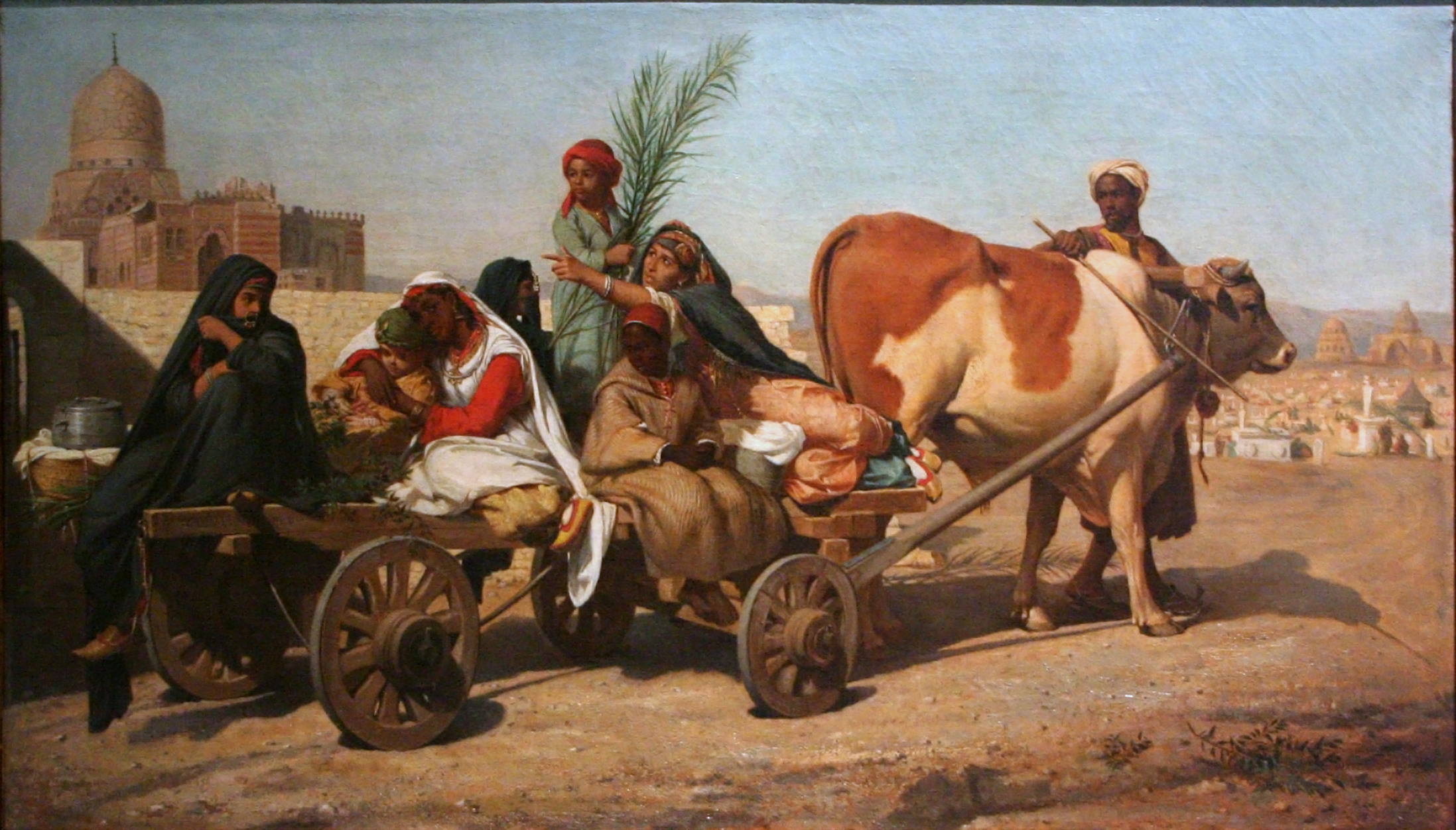
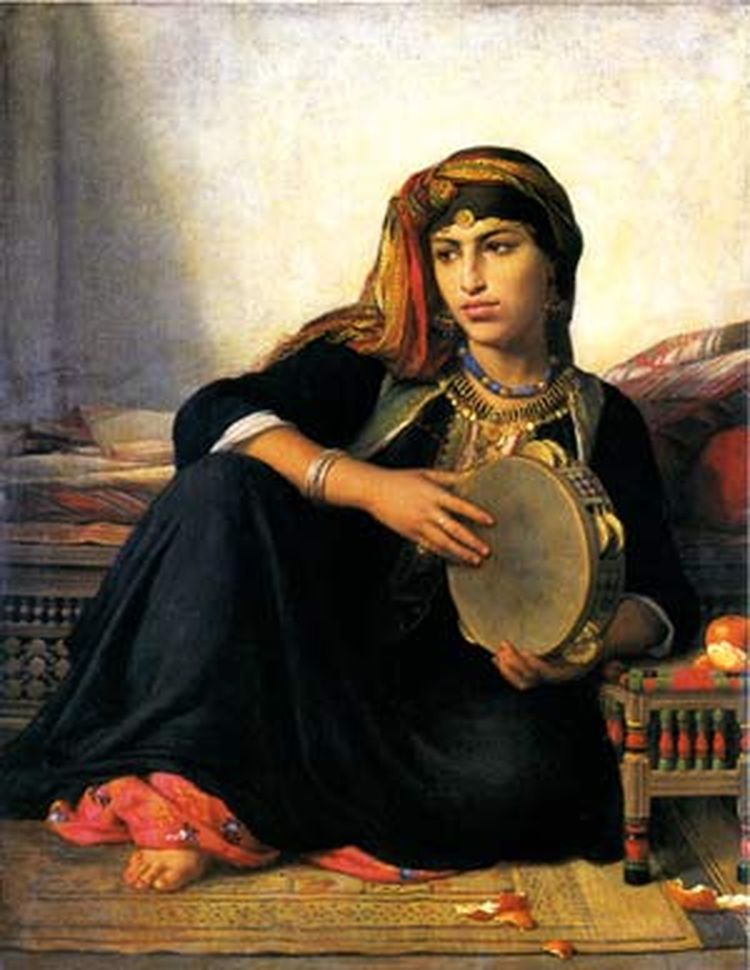
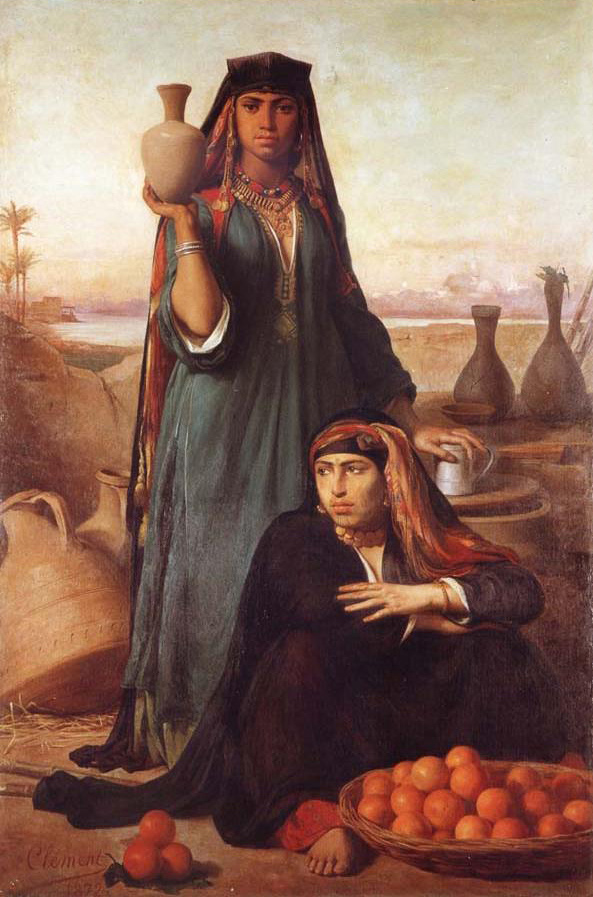